# Google Travel
Google Travel是Google推出的一個旅遊資訊服務。它的前身是Google Trips，於2016年9月19日推出，當時Google Trips是登陸Android和iOS的移动应用程序。2019年8月5日，Google Trips关闭。之後Google推出名為Google Travel的網頁。